# Международное общество иллюзионистов
Междунаро́дное о́бщество иллюзиони́стов (МОИ) (англ. The International Magicians Society (IMS)) — одно из самых крупных обществ иллюзионистов в мире, оно насчитывает более 41 000 членов по всему миру и занесено в Книгу рекордов Гиннесса. Штаб-квартира находится в Нью-Йорке, США.

## История
Общество основано в 1968 году в США.
В январе 2011 года в Киеве открылось Украинское представительство Международного общества иллюзионистов. Это первое представительство этого общества на территории постсоветского пространства.

## Деятельность
Международное общество иллюзионистов было создано для развития и сохранения иллюзионного искусства, а также для предоставления иллюзионистам возможности обмениваться секретами и идеями.
Международное общество иллюзионистов ежегодно награждает лучших иллюзионистов наградой «Мерлин» (англ. Merlin Award).
В Международном обществе иллюзионистов состоят: Дэвид Копперфильд, Крисс Энджел, Даг Хеннинг (en:Doug Henning), Пенн и Теллер, Джи Си Сам (en:J C Sum), Magic Babe Ning (en:Magic Babe Ning), Питер Марви (en:Peter Marvey), Девид Блейн и др.